# Tơ-rớt

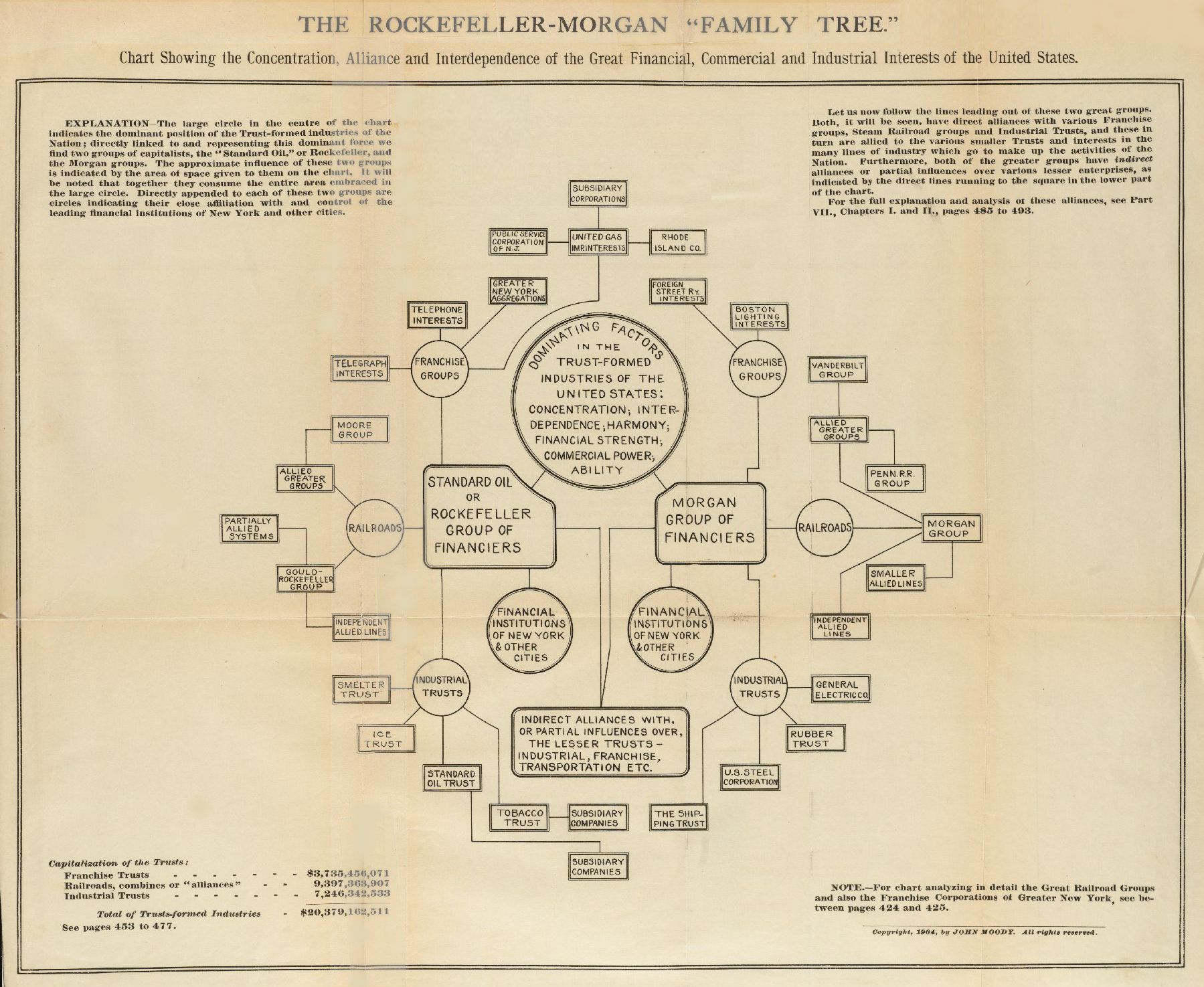
Rockefeller-Morgan "Family Tree" (1904), mô tả cách các quỹ tín thác lớn nhất vào đầu thế kỷ 20 lần lượt được kết nối với nhau.

Tơ-rớt hay công ty tơ-rớt là một nhóm lớn các doanh nghiệp có chung lợi ích kinh doanh cùng với sức mạnh thị trường đáng kể, thường dưới dạng một công ty cổ phần hoặc một nhóm các công ty hợp tác với nhau. Các công ty này có thể hợp tác với nhau bằng cách thành lập hiệp hội thương mại, sở hữu chéo cổ phiếu  của nhau, thành lập tập đoàn kinh tế hoặc là sử dụng tất cả các cách trên. Thuật ngữ tơ-rớt ban đầu được sử dụng để chỉ các công ty độc quyền hoặc gần như độc quyền ở Hoa Kỳ trong cuộc Cách mạng Công nghiệp lần thứ hai bắt đầu từcuối thế kỷ 19 cho đến đầu thế kỷ 20.

## Lịch sử
Theo từ điển oxford, từ tơ-rớt được sử dụng trong ngành tài chính từ năm 1825.
Các "công ty tơ-rớt" được sử dụng như một công cụ hợp pháp để củng cố quyền lực của các tập đoàn lớn. Vào tháng 1 năm 1882, Samuel CT Dodd, Tổng cố vấn pháp luật của Công ty Standard Oil, đã thành lập "công ty tơ-rớt" để giúp John D. Rockefeller củng cố quyền kiểm soát của mình đối với số lượng lớn các thương vụ mua lại của Công ty Standard Oil lúc bấy giờ, vốn đã là tập đoàn lớn nhất thế giới. Công ty tơ-rớt Standard Oil được thành lập theo một "thỏa thuận ủy thác", trong đó các cổ đông cá nhân của nhiều công ty khác nhau đồng ý chuyển nhượng cổ phần của họ cho "công ty tơ-rớt"; Công ty tơ-rớt Standard Oil cuối cùng đã hoàn toàn sở hữu 14 tập đoàn và đạt được quyền kiểm soát đa số số đối với 26 công ty khác. Chín cá nhân nắm giữ chứng chỉ ủy thác và hoạt động như hội đồng quản trị của Công ty tơ-rớt Standard Oil. Một trong những người được ủy thác đó, chính là Rockefeller, nắm giữ 41% số chứng chỉ ủy thác; trong khi đó, người được ủy thác quyền lực nhất tiếp theo chỉ nắm giữ khoảng 12%.  Những thỏa thuận như này đã trở nên nổi tiếng và được sao chép lại bới nhiều "công ty tơ-rớt" khác.
Mục tiêu ban đầu của việc thành lập các "công ty tơ-rớt" là giúp cải thiện sự tổ chức trong doanh nghiệp lớn, nhưng không lâu sau đó các "công ty tơ-rớt" đã bị cáo buộc về việc lạm dung sức mạnh trị trường to lớn của nó để tham gia vào các hoạt động kinh doanh cạnh tranh không lành mạnh.    Điều đó khiến thuật ngữ "tơ-rớt"  gắn liền với việc cạnh tranh không lành mạnh trong xã hội nước Mỹ    và nó đã dẫn đến việc ban hành Đạo luật chống độc quyền Sherman, đạo luật cạnh tranh liên bang đầu tiên của Hoa Kỳ, vào năm 1890. 

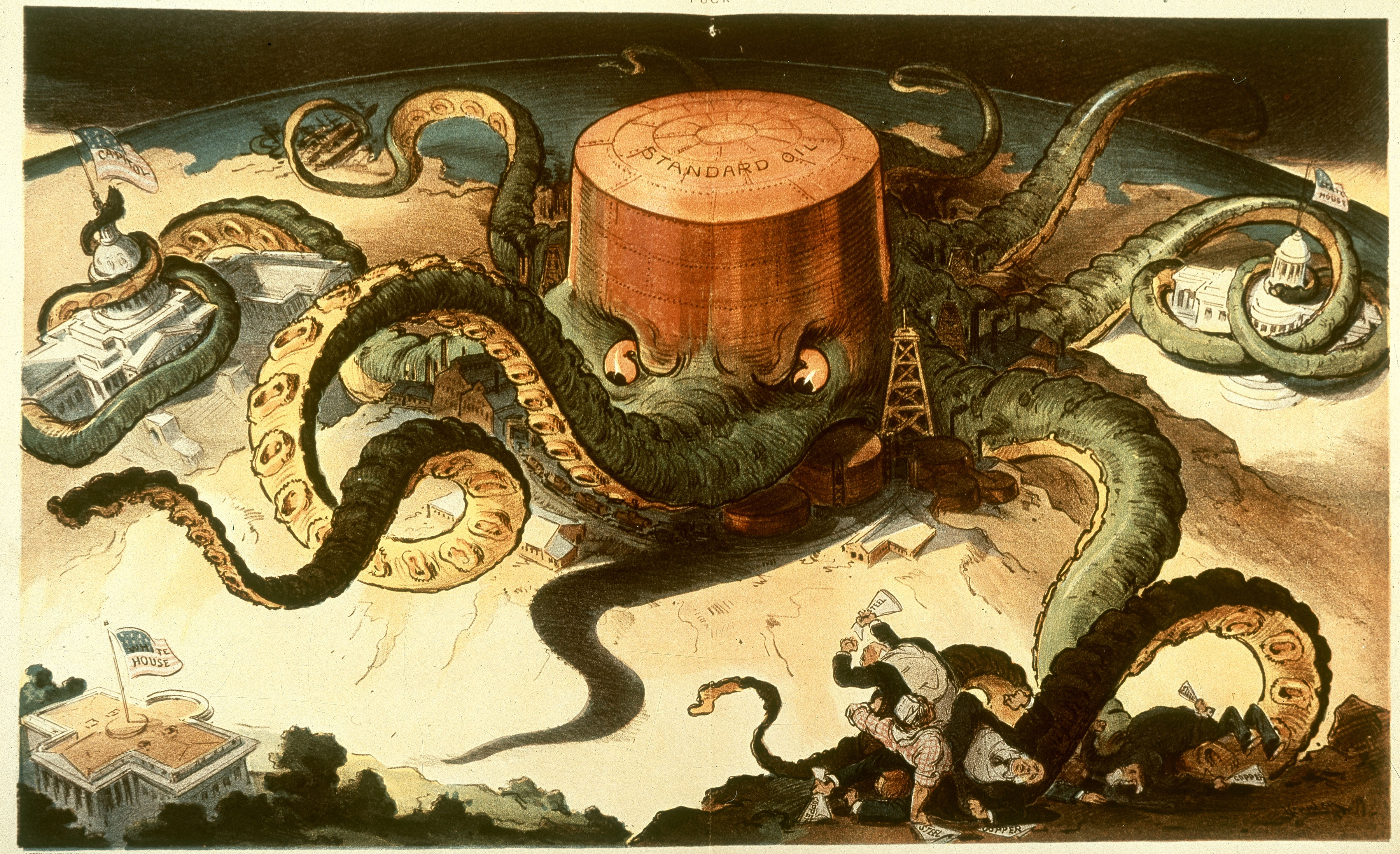
Bạch tuộc đại diện cho Công ty Standard Oil với vòng tay bao quanh Quốc hội Hoa Kỳ và các ngành công nghiệp thép, đồng, vận tải biển, và vươn tới tận cả Nhà Trắng.

Trong khi đó, "thỏa thuận ủy thác", một công cụ pháp lý được sử dụng để tạo ra "công ty tơ-rớt", phải chịu sự đón nhận thù địch tại các tòa án tiểu bang trong những năm 1880 và bị loại bỏ vào những năm 1890 để ủng hộ các công cụ khác như công ty holding để duy trì quyền kiểm soát với các công ty nhỏ. Ví dụ, Công ty tơ-rớt Standard Oil đã chấm dứt "thỏa thuận ủy thác" của chính mình vào tháng 3 năm 1892.
Năm 1898, Tổng thống William McKinley đã khởi động công cuộc "bãi bỏ các công ty tơ-rớt khi ông thành lập Ủy ban Công nghiệp Hoa Kỳ (1898-1902). Tổng thống kế nhiệm Theodore Roosevelt cũng dành phần lớn nhiệm kỳ tổng thống (1901–1909) trong việc "bãi bỏ các công ty tơ-rớt". 
Các "công ty tơ-rớt"  nổi bật bao gồm: 
- Công ty Standard Oil [4]
- Tổng công ty Thép Hoa Kỳ [5]
- Công ty Thuốc lá Hoa Kỳ [6]
- Công ty Hàng hải Quốc tế Mercantile [7]
- Các công ty diêm của Ivar Kreuger
- Tập đoàn De Beers kiểm soát việc cung ứng của kim cương.

Nhiều công ty khác cũng thành lập các "công ty tơ-rớt" của riêng mình, ví dụ như công ty Bằng sáng chế Hình ảnh Điện ảnh thành lập công ty tơ-rớt Edison, kiểm soát các bằng sáng chế phim.

## Các tài liệu
- John Moody (1904). The Truth About The Trusts: A Description and Analysis of the American Trust Movement. New York: Moody Publishing. XIII. OCLC 1832950.
- Boudreaux, Donald J. và Thomas J. Dilorenzo. " The Protectionist Roots of Antitrust " Tạp chí Kinh tế Áo 6, số. 2 (1993): 81–96.
- Barak Orbach và Grace Campbell, The Antitrust Curse of Bigness, Tạp chí Luật Nam California (2012).

## Liên kết bên ngoài
- Tư liệu liên quan tới Private Trust Company tại Wikimedia Commons